# Zwei Himmelhunde auf dem Weg zur Hölle
Zwei Himmelhunde auf dem Weg zur Hölle (Originaltitel: Più forte, ragazzi!) ist eine Filmkomödie aus dem Jahr 1972 mit Bud Spencer und Terence Hill. Der Film startete am 6. März 1973 in den bundesdeutschen Kinos.

## Handlung
Die Piloten Plata und Salud fliegen in Südamerika alte Flugzeuge absichtlich zu Bruch, da Saluds Bruder seinen Lebensunterhalt durch Versicherungsbetrug erwirtschaftet. Bei einem dieser Flüge müssen sie jedoch ungeplant im Dschungel notlanden, wo sie auf Smaragdschürfer treffen und sich mit dem alten, verschrobenen Matto anfreunden. Dieser erzählt ihnen von einer reichen Smaragd-Ader, die er gefunden habe, was sie ihm jedoch nicht glauben. 
Die Smaragdschürfer werden von Mr. Ears ausgebeutet, der die Monopole über Smaragd-Ankauf und Versorgungsflüge beansprucht und deshalb Preise diktieren kann. Plata und Salud machen ein schrottreifes Flugzeug wieder lufttüchtig und führen damit ihren eigenen Flugdienst durch. Doch Mr. Ears lässt Flugzeug und Operationsbasis kurzerhand von seinen Handlangern zerstören. 
Es kommt zur großen Prügelei zwischen den zwei Piloten einerseits und Mr. Ears sowie seinen Mitarbeitern andererseits. Mr. Ears und seine Leute unterliegen und werden im Dschungel ausgesetzt, Salud und Plata fliegen mit Mr. Ears’ Flugzeug in die Stadt. Matto kommt mit ihnen, stirbt jedoch bei der Ankunft, worauf sich herausstellt, dass er einen großen Smaragd bei sich trägt, seine reiche Ader also tatsächlich existiert. 
Als Salud und Plata offiziell die Schürfrechte für die Ader beanspruchen, berichtet der korrupte Beamte es Mr. Ears, der die beiden einsperren lässt. Salud möchte die Angelegenheit vor Gericht klären, Plata bricht jedoch aus dem Gefängnis aus, vom zornigen Salud verfolgt. In der Steppe treffen sie aufeinander und prügeln sich stundenlang, wobei die Polizei aus sicherer Entfernung zuschaut. Plata und Salud haben schließlich zwar die Schürfrechte an der Ader, aber auch Einreiseverbot, und stellen fest, dass es ihnen geht wie Matto: Sie sind steinreich, aber haben keinen Penny.

## Synchronisation
Die deutsche Fassung wurde bei der Rainer Brandt Filmproduktions-GmbH erstellt. Buch und Dialogregie lagen in den Händen von Rainer Brandt.
| Darsteller          | Rolle                    | Synchronsprecher                |
| ------------------- | ------------------------ | ------------------------------- |
| Terence Hill        | Plata                    | Thomas Danneberg                |
| Bud Spencer         | Salud                    | Wolfgang Hess                   |
| Cyril Cusack        | Matto                    | Gerd Duwner                     |
| Reinhard Kolldehoff | Mr. Ears                 | Reinhard Kolldehoff             |
| Carlos Muñoz        | Pilot                    | Joachim Ansorge                 |
| Riccardo Pizzuti    | Naso                     | Arnold Marquis                  |
| Marcello Verziera   | Schläger                 | Randolf Kronberg                |
| Alexander Allerson  | Saluds Bruder            | Joachim Pukaß                   |
| Ferdinando Murolo   | Biertrinker              | Martin Hirthe                   |
| Antoine Saint-John  | Gangmitglied             | Peter Thom                      |
| N. N.               | Männer im Tower          | Fritz Tillmann, Wolfgang Ziffer |
| N. N.               | Polizisten vor der Bank  | Wolfgang Völz, Gerd Holtenau    |
| N. N.               | Billardspieler           | Klaus Miedel                    |
| N. N.               | Bankangestellter         | Friedrich W. Bauschulte         |
| N. N.               | Bankräuber               | Manfred Grote                   |
| Raffaele Mottola    | Mann im Tower Maranhão   | Rolf Schult                     |
| N. N.               | Mann im Tower Maranhão   | Rainer Brandt                   |
| N. N.               | Goldschürfer             | Friedrich W. Bauschulte         |
| N. N.               | Barbier                  | Wolfgang Ziffer                 |
| N. N.               | Verkäufer des Flugzeuges | Hugo Schrader                   |
| N. N.               | Mann mit Verletztem      | Heinz Theo Branding             |
| N. N.               | Flughafenkommandant      | Heinz Petruo                    |
| N. N.               | Korrupter Polizist       | Lothar Blumhagen                |

In diesem Film sind die drei deutschen Standardsprecher von Bud Spencer zu hören: Wolfgang Hess (Bud Spencer), Arnold Marquis (Riccardo Pizzuti) und Martin Hirthe (Fernando Murolo) sowie Manfred Grote, der Bud Spencer im Film Der Sizilianer seine Stimme lieh.

## Flugzeuge
- Das Flugzeug, das Plata und Salud am Anfang des Films landen, ist eine Douglas DC-3.
- Das Flugzeug, das sich auf der Startbahn befindet, während Plata und Salud zur Landung ansetzen, ist eine Douglas DC-4.
- Die metallfarbene Maschine in dem Hangar, in dem Plata und Salud die DC-3 „parken“, ist eine Lockheed T-33 Shooting Star.
- Die zweimotorige Maschine, mit der die beiden im Dschungel bruchlanden, ist eine Consolidated PBY „Catalina“.
- Der Doppeldecker, mit dem sie in Konkurrenz zu Mr. Ears treten, ist eine Boeing-Stearman PT-17.
- Salud fliegt den verletzten Jungen mit einer de Havilland Canada DHC-2 Beaver Mk.1 aus.
- Bei der Maschine, mit der Plata Salud in der Wüste aufsucht, handelt es sich um eine Cessna 150 A.
- Das Flugzeug von Mr. Ears, mit dem Plata, Salud und Matto in die Stadt fliegen, ist eine zweimotorige Hawker Siddeley HS.748 Srs2A/260.

## Auszeichnungen
Der Film gewann im Jahr 1973 die Goldene Leinwand sowie einen Preis des Sindacato Nazionale Giornalisti Cinematografici Italiani für die Filmmusik.

## Kritiken
Die Zeitschrift TV Spielfilm bezeichnet den Film als „volkstümlichen Klamauk im Stil der 70er Jahre“.
Dem Lexikon des internationalen Films zufolge ist der Film eine „prügelfreudige Abenteuerunterhaltung, die mögliche Härten mit Slapstick-Komik umgeht und ein Männlichkeitsideal darstellt, das sich erst im Abenteuer erfüllt“.

## Trivia
- Das Titellied Flying Through the Air stammt von Oliver Onions.
- Die deutsche Kinofassung unterscheidet sich deutlich von der italienischen, die auch für die internationale Vermarktung genutzt wurde. Obwohl die deutsche Fassung (106 min.) länger ist als die italienische Fassung (94 min.) enthalten beide Versionen Szenen, die in der jeweils anderen Fassung fehlen.[4]
- Das erste Flugzeug notlanden Salud und Plata auf dem Flughafen der kolumbianischen Hafenstadt Cartagena, in der auch die nachfolgenden Straßenszenen gedreht wurden. Unter anderem sind kurz die Plaza de los coches und die Kathedrale von Cartagena zu sehen.
- Mit dem zweiten Flugzeug wollen die Piloten von Cartagena ins brasilianische Santarém fliegen, wo sie aufgrund des Absturzes im Dschungel jedoch nicht ankommen. Unklar ist, warum Salud vor dem Absturz bei seiner Meldung an den Tower durchgibt, auf der „Route Macapá – Santarém“ unterwegs zu sein; das brasilianische Macapá liegt nicht auf dem Weg von Cartagena nach Santarém, sondern noch rund viereinhalb Flugstunden nordöstlich von Santarém an der Amazonasmündung.
- Ihre Unterkunft haben Salud und Plata nachfolgend in oder bei der brasilianischen Stadt Itaituba, von deren Flughafen aus Salud zu seinem nächtlichen Rettungsflug startet.
- Mit Matto fliegen die beiden am Ende des Films in die brasilianische Stadt Salvador.

## Schnittfassungen
Der Film liegt in fünf Schnittfassungen vor. Neben der deutschen Kinofassung gibt es eine deutsche Fernsehfassung, eine italienische bzw. internationale DVD-Fassung, die italienische Blu-ray-Veröffentlichung sowie eine weitere internationale Version, ebenfalls auf Blu-ray veröffentlicht.

## Veröffentlichungen auf DVD und Blu-ray
2001 erschien der Film bei e-m-s new media erstmals in der deutschen Schnittfassung auf DVD. 2009 folgte eine Neuauflage bei 3L, auf der die internationale Fassung enthalten war. Einige Szenen sind daher im Original mit Untertiteln enthalten, da sie in der deutschen Fassung fehlten. Allerdings enthält diese Fassung nicht alle Szenen, die in der deutschen Fassung zu sehen sind.
2014 erschien der Film in HD-Qualität auf Blu-ray. Da von 3L wieder die vollständige deutsche Fassung veröffentlicht wurde, musste eine deutsche Kinokopie abgetastet werden und man konnte kein Originalnegativ heranziehen.